# Championnats du monde de gymnastique rythmique 2013
Navigation
Montpellier 2011 Izmir 2014
Les 32es Championnats du monde de gymnastique rythmique  ont lieu du 28 août au 1er septembre 2013 à Kiev en Ukraine. Il s'agit de la première édition se déroulant en Ukraine.

## Podiums
| Épreuves                                          | Or | Argent | Bronze |
| ------------------------------------------------- | --- | --- | --- |
| Finales individuelles et par équipe               | | | |
| Ballon résultats détaillés                        | Margarita Mamun | Yana Kudryavtseva | Melitina Staniouta                                                                                             |
| Cerceau résultats détaillés                       | Ganna Rizatdinova | Yana Kudryavtseva | Margarita Mamun                                                                                                |
| Massues résultats détaillés                       | Yana Kudryavtseva Margarita Mamun                                                                                     | Non attribuée | Alina Maksymenko                                                                                               |
| Ruban résultats détaillés                         | Yana Kudryavtseva | Ganna Rizatdinova | Melitina Staniouta                                                                                             |
| Concours général individuel résultats détaillés   | Yana Kudryavtseva | Ganna Rizatdinova | Melitina Staniouta                                                                                             |
| Finales en groupe                                 | | | |
| Groupe : 10 massues résultats détaillés           | Espagne Sandra Aguilar Artemi Gavezou Castro Elena Lopez Alejandra Quereda Lourdes Mohedano                           | Italie Valeria Schiavi Marta Pagnini Andreea Stefanescu Chiara Ianni Camilla Bini Camilla Patriarca                   | Ukraine Viktoria Mazur Olena Dmytrash Yevgeniya Gomon Valeriia Gudym Viktoriia Shynkarenko Svitlana Prokopova  |
| Groupe : 3 ballons + 2 rubans résultats détaillés | Russie Anastasia Bliznyuk Ksenia Dudkina Olga Ilina Anastasia Maksimova Anastasia Nazarenko Elena Romanchenko         | Biélorussie Aliaksandra Narkevich Maryna Hancharova Valeria Pishchelina Hanna Dudzenkova Yana Lukavets Maryia Katsiak | Espagne Sandra Aguilar Artemi Gavezou Castro Elena Lopez Alejandra Quereda Lourdes Mohedano                    |
| Concours général en groupe résultats détaillés    | Biélorussie Valeriya Pischelina Hanna Dudzenkova Maryna Hancharova Maryia Katsiak Aliaksandra Narkevich Yana Lukavets | Italie Valeria Schiavi Marta Pagnini Andreea Stefanescu Chiara Ianni Camilla Bini Camilla Patriarca                   | Russie Olga Ilina Anastasia Bliznyuk Ksenia Dudkina Anastasiia Maksimova Anastasia Nazarenko Elena Romanchenko |

### Concours général individuel
| Place              | Nom                          | Pays         |             |             |             |             | Total   |
| ------------------ | ---------------------------- | ------------ | ----------- | ----------- | ----------- | ----------- | ------- |
| Médaille d'or      | Yana Kudryavtseva            | Russie       | 18.533 (1)  | 18.550 (1)  | 18.700 (1)  | 18.083 (2)  | 73.866  |
| Médaille d'argent  | Ganna Rizatdinova            | Ukraine      | 18.466 (2)  | 18.250 (3)  | 17.975 (3)  | 18.350 (1)  | 73.041  |
| Médaille de bronze | Melitina Staniouta           | Biélorussie  | 17.950 (3)  | 18.116 (4)  | 18.200 (2)  | 17.900 (3)  | 72.166  |
| 4                  | Senyue Deng                  | Chine        | 17.900 (4)  | 17.450 (8)  | 17.916 (4)  | 17.108 (8)  | 70.374  |
| 5                  | Yeon Jae Son                 | Corée du Sud | 17.783 (7)  | 17.683 (5)  | 17.350 (5)  | 17.516 (6)  | 70.332  |
| 6                  | Margarita Mamun              | Russie       | 17.833 (6)  | 18.350 (2)  | 17.266 (6)  | 16.841 (9)  | 70.290  |
| 7                  | Alina Maksymenko             | Ukraine      | 17.850 (5)  | 17.541 (6)  | 16.100 (15) | 17.633 (4)  | 69.124  |
| 8                  | Varvara Filiou               | Grèce        | 17.100 (8)  | 17.233 (10) | 16.316 (12) | 17.633 (4)  | 68.282  |
| 9                  | Silviya Miteva               | Bulgarie     | 16.016 (18) | 16.650 (14) | 17.083 (7)  | 17.416 (7)  | 67.165  |
| 10                 | Neta Rivkin                  | Israël       | 17.083 (9)  | 17.375 (9)  | 15.916 (17) | 16.533 (11) | 66.907  |
| 11                 | Carolina Rodriguez           | Espagne      | 15.633 (21) | 17.500 (7)  | 16.966 (9)  | 16.683 (10) | 66.782  |
| 12                 | Kseniya Moustafaeva          | France       | 17.050 (10) | 15.700 (23) | 16.900 (10) | 16.066 (17) | 65.716  |
| 13                 | Lala Yusifova                | Azerbaïdjan  | 16.450 (14) | 16.583 (16) | 16.133 (14) | 16.366 (15) | 65.532  |
| 14                 | Jana Berezko-Marggrander     | Allemagne    | 16.650 (11) | 16.883 (13) | 15.616 (19) | 16.383 (14) | 65.532' |
| 15                 | Katsiaryna Halkina           | Biélorussie  | 16.633 (12) | 17.083 (11) | 17.050 (8)  | 14.716 (24) | 65.482  |
| 16                 | Marina Durunda               | Azerbaïdjan  | 15.600 (22) | 16.150 (19) | 16.666 (11) | 16.466 (12) | 64.882  |
| 17                 | Alexandra Piscupescu         | Roumanie     | 16.533 (13) | 16.950 (12) | 15.433 (20) | 15.633 (22) | 64.549  |
| 18                 | Djamila Rakhmatova           | Ouzbékistan  | 16.425 (15) | 16.150 (19) | 16.083 (16) | 15.816 (20) | 64.474' |
| 19                 | Natalia Garcia               | Espagne      | 15.641 (20) | 16.600 (15) | 15.250 (22) | 16.466 (12) | 63.957  |
| 20                 | Salome Phajava               | Géorgie      | 16.425 (15) | 16.516 (17) | 14.983 (23) | 15.983 (19) | 63.907  |
| 21                 | Victoria Veinberg Filanovsky | Israël       | 16.100 (17) | 15.766 (22) | 16.166 (13) | 15.700 (21) | 63.732  |
| 22                 | Jasmine Kerber               | États-Unis   | 15.866 (19) | 15.666 (24) | 15.850 (18) | 16.100 (16) | 63.482  |
| 23                 | Laura Jung                   | Allemagne    | 14.733 (24) | 16.066 (21) | 15.400 (21) | 15.991 (18) | 62.190  |
| 24                 | Rebecca Sereda               | États-Unis   | 15.366 (23) | 16.266 (18) | 14.250 (24) | 15.116 (23) | 60.998  |

### Ballon
| Rang               | Gymnaste           | Pays         | Dif.  | Exé.  | Pén. | Total  |
| ------------------ | ------------------ | ------------ | ----- | ----- | ---- | ------ |
| Médaille d'or      | Margarita Mamun    | Russie       | 9.350 | 9.166 |      | 18.516 |
| Médaille d'argent  | Yana Kudryavtseva  | Russie       | 9.150 | 9.200 |      | 18.350 |
| Médaille de bronze | Melitina Staniouta | Biélorussie  | 9.100 | 9.066 |      | 18.166 |
| 4                  | Silviya Miteva     | Bulgarie     | 8.950 | 8.966 |      | 17.916 |
| 5                  | Alina Maksymenko   | Ukraine      | 8.400 | 9.000 |      | 17.400 |
| 6                  | Ganna Rizatdinova  | Ukraine      | 8.550 | 8.500 |      | 17.050 |
| 7                  | Yeon Jae Son       | Corée du Sud | 8.325 | 8.333 |      | 16.658 |
| 8                  | Katsiaryna Halkina | Biélorussie  | 8.000 | 8.500 |      | 16.500 |

### Cerceau
| Rang               | Gymnaste           | Pays         | Dif.  | Exé.  | Pén. | Total  |
| ------------------ | ------------------ | ------------ | ----- | ----- | ---- | ------ |
| Médaille d'or      | Ganna Rizatdinova  | Ukraine      | 9.200 | 9.066 |      | 18.266 |
| Médaille d'argent  | Yana Kudryavtseva  | Russie       | 9.150 | 9.100 |      | 18.250 |
| Médaille de bronze | Margarita Mamun    | Russie       | 9.100 | 9.133 |      | 18.233 |
| 4                  | Alina Maksymenko   | Ukraine      | 8.950 | 9.000 |      | 17.950 |
| 5                  | Melitina Staniouta | Biélorussie  | 8.900 | 8.900 |      | 17.800 |
| 6                  | Silviya Miteva     | Bulgarie     | 8.800 | 8.866 |      | 17.666 |
| 7                  | Yeon Jae Son       | Corée du Sud | 8.525 | 8.633 |      | 17.158 |
| 8                  | Senyue Deng        | Chine        | 8.400 | 8.533 |      | 16.933 |

### Massues
| Rang               | Gymnaste           | Pays         | Dif.  | Exé.   | Pén. | Total  |
| ------------------ | ------------------ | ------------ | ----- | ------ | ---- | ------ |
| Médaille d'or      | Margarita Mamun    | Russie       | 9.100 | 9.266  |      | 18.366 |
| Médaille d'or      | Yana Kudryavtseva  | Russie       | 9.100 | 9.266  |      | 18.366 |
| Médaille de bronze | Alina Maksymenko   | Ukraine      | 9.050 | 9.166  |      | 18.216 |
| 4                  | Ganna Rizatdinova  | Ukraine      | 8.850 | 9.033  |      | 17.883 |
| 5                  | Senyue Deng        | Chine        | 8.950 | 8.866  |      | 17.816 |
| 6                  | Yeon Jae Son       | Corée du Sud | 8.700 | 8.866  |      | 17.566 |
| 7                  | Melitina Staniouta | Biélorussie  | 8.700 | 8.4866 | 0.30 | 17.266 |
| 8                  | Silviya Miteva     | Bulgarie     | 7.950 | 8.033  |      | 15.983 |

### Ruban
| Rang               | Gymnaste           | Pays        | Dif.  | Exé.  | Pén. | Total  |
| ------------------ | ------------------ | ----------- | ----- | ----- | ---- | ------ |
| Médaille d'or      | Yana Kudryavtseva  | Russie      | 9.250 | 9.266 |      | 18.516 |
| Médaille d'argent  | Ganna Rizatdinova  | Ukraine     | 9.100 | 9.133 |      | 18.233 |
| Médaille de bronze | Melitina Staniouta | Biélorussie | 9.000 | 9.066 |      | 18.066 |
| 4                  | Varvara Filiou     | Grèce       | 8.800 | 8.800 |      | 17.600 |
| 5                  | Marina Durunda     | Azerbaïdjan | 8.700 | 8.800 |      | 17.500 |
| 5                  | Margarita Mamun    | Russie      | 8.800 | 8.700 |      | 17.500 |
| 7                  | Carolina Rodriguez | Espagne     | 8.450 | 8.733 |      | 17.183 |
| 8                  | Silviya Miteva     | Bulgarie    | 7.700 | 7.833 |      | 15.533 |

## Tableau des médailles
| Rang  | Nation | Or | Argent | Bronze | Total |
| ----- | ------ | -- | ------ | ------ | ----- |
| 1     | RUS    | 5  | 2      | 2      | 10    |
| 2     | UKR    | 1  | 2      | 2      | 5     |
| 3     | BLR    | 1  | 1      | 3      | 5     |
| 4     | ESP    | 1  | 0      | 1      | 2     |
| 5     | ITA    | 0  | 2      | 0      | 2     |
| TOTAL | TOTAL  | 8  | 7      | 8      | 24    |